# Панарабски цветове
Панарабските цветове са черно, бяло, зелено и червено, всеки от които идва от знамената на различни държави в арабската история.
За първи път са обединени във знамето на Арабското въстание през 1916 г. Днес те се използват в знамената на Йордания, Кувейт, Палестина, Сахарската арабска демократична република, Сомалиленд, Судан и Обединените арабски емирства. Подгрупа на панарабските цветове са арабските цветове на свободата, които не включват зеленото. Те са използвани на знамената на Египет, Ирак, Сирия, Йемен и бившето знаме на Либия.

## Съвременни знамена с панарабски цветове

### Държави
- Египет
- Ирак
- Йордания
- Кувейт
- Палестина
- Судан
- Сирия
- ОАЕ
- Йемен

### Непризнати държавни образувания
- Сомалиленд
- Ал-Ахваз
- Сахарска арабска демократична република

## Бивши знамена с панарабски цветове
- Федерация на арабските републики
- Либия (1951 – 1969)
- Либия (1969 – 1972)
- Кралство Ирак (1921 – 1959)
- Ирак (1959 – 1963)
- Ирак (1963 – 1991) и Сирия (1963 – 1972)
- Ирак (1991 – 2004)
- Кралство Сирия (8 март 1920 – 24 юли 1920)
- Сирия (1932 – 1958 и 1961 – 1963)
- Обединена арабска република (1958 – 1961)
- Северен Йемен (1962 – 1990)
- Южен Йемен (1945 – 1990)
- Предложено знаме на либийско-тунизийския съюз (1974)

## Арабски знамена, които не използват черното
- Алжир
- Бахрейн
- Ливан
- Либия
- Мавритания
- Мароко
- Оман
- Саудитска Арабия
- Тунис
- Катар

## Исторически арабски знамена
- Рашидунов халифат
(632 – 661)
- Омеяди
(661 – 750)
- Абасиди
(750 – 1258)
- Фатимиди
(909 – 1171)
- Айюбиди
(1171 – 1341)
- Мариниди
(1215 – 1465)
- Мамелюци
(1250 – 1517)